# Mihintale

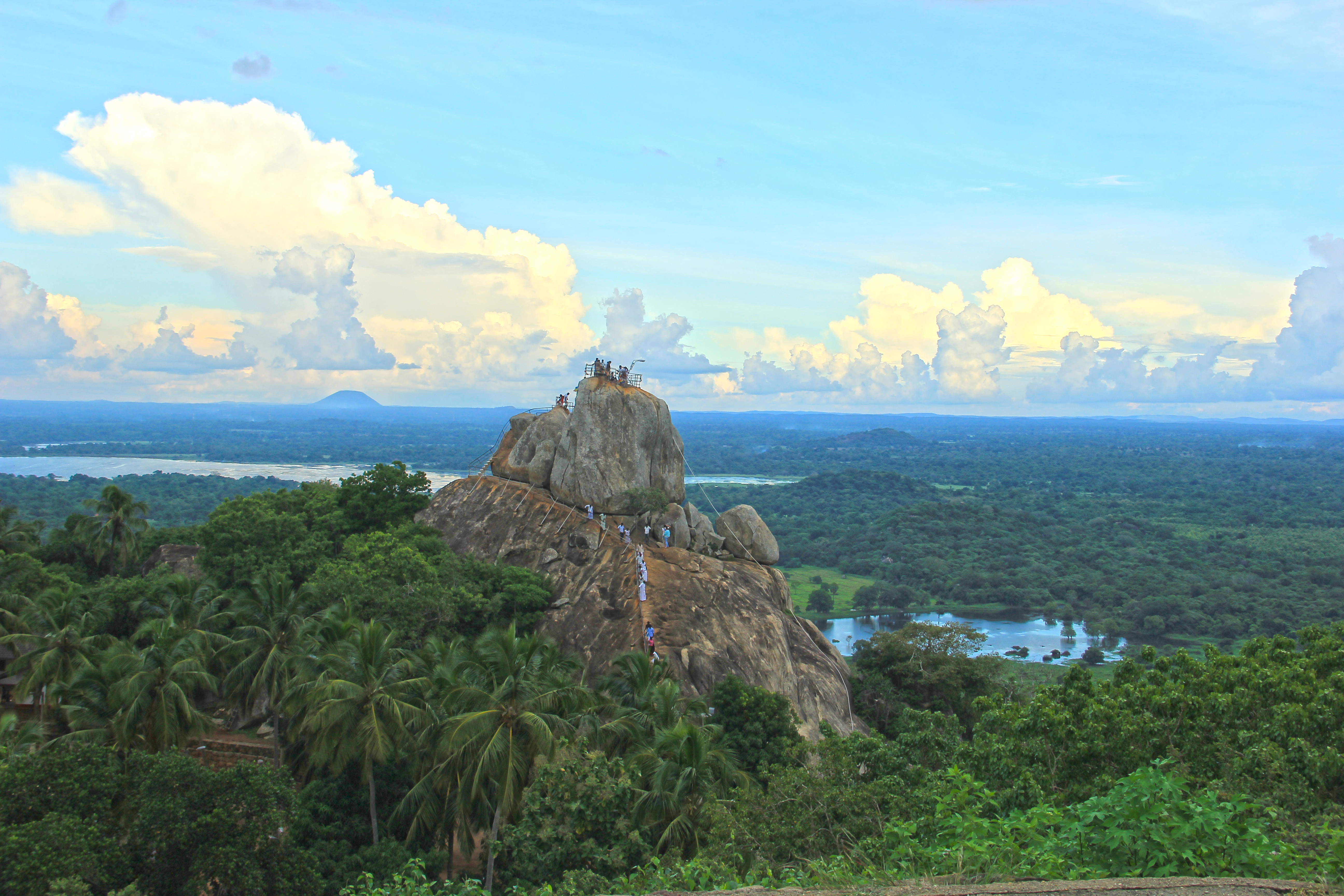
Le rocher sacré de Mihintale.

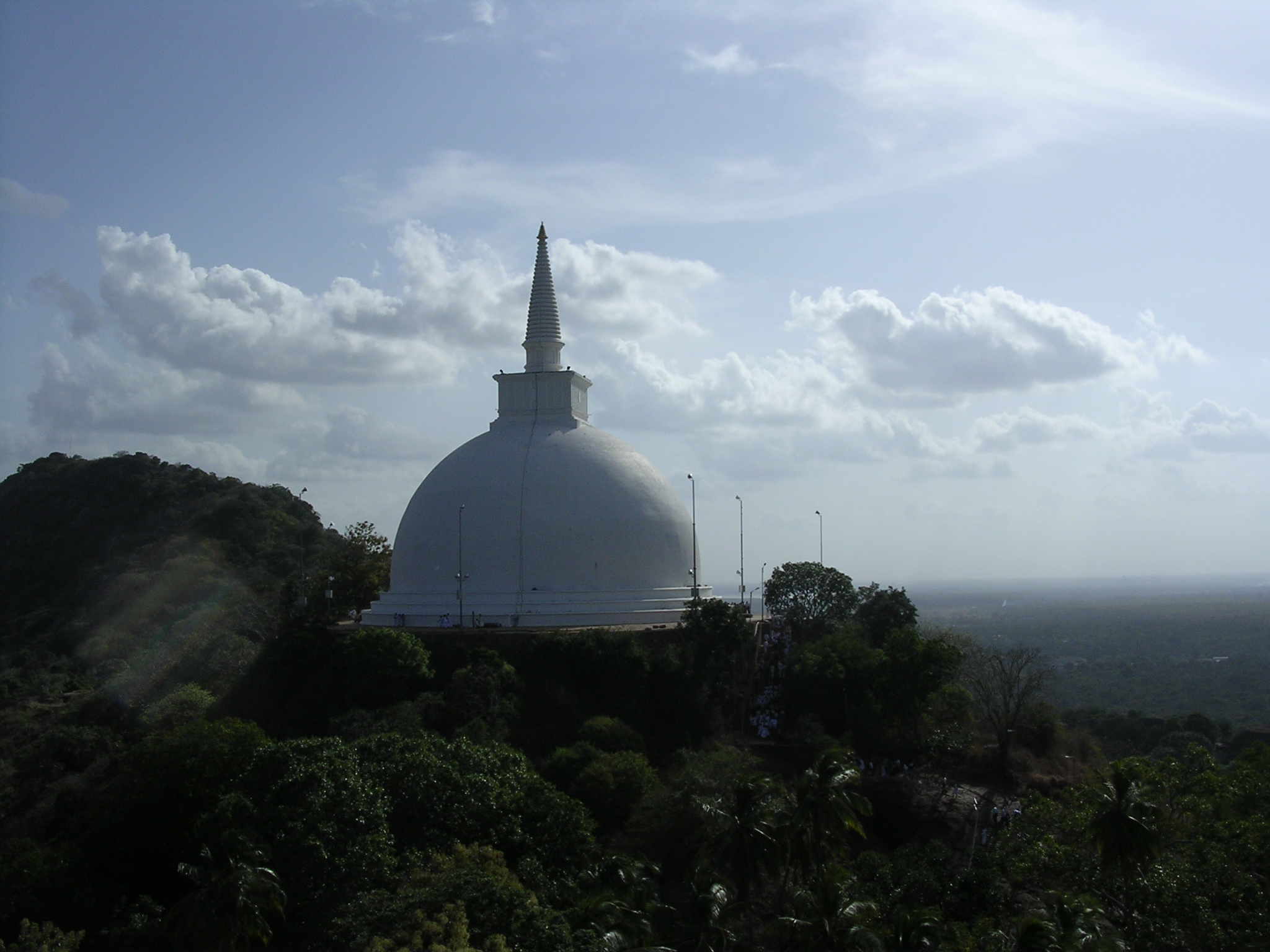
Un des stûpas du site (2004)

Mihintale est un site du nord du Sri Lanka, près d'Anurâdhapura, où aurait eu lieu la fameuse rencontre entre Devanampiya Tissa et les émissaires d'Ashoka (Mahinda et Sanghamita) qui auraient importé le bouddhisme dans l'île.
Le site serait né de la commémoration de cette rencontre, on y aurait fondé le plus ancien stûpa de l'île.
Mihintale est devenu depuis un haut lieu du bouddhisme. Selon Faxian, près de 2000 moines y résidaient à la fin du IVe siècle.
Aujourd'hui, un pèlerinage a toujours lieu sur le rocher où aurait eu lieu la rencontre fondatrice du roi cinghalais et des émissaires indiens.